# Gymnothorax tile
Gymnothorax tile – gatunek morskiej ryby węgorzokształtnej z rodziny murenowatych (Muraenidae). Występuje w zachodniej części Oceanu Spokojnego i w północnym Oceanie Indyjskim, w tym u wybrzeży Wysp Andamańskich, Indonezji, Filipin i australijskiego Queenslandu. Został po raz pierwszy opisany przez Francisa Buchanan-Hamiltona w 1822 roku.

## Siedlisko
Typ siedliska mureny to tropikalne morze, na głębokości od 0–10 metrów. Najczęściej znajduje się ją w morskich gruzowiskach na miękkim podłożu z błota lub piasku. Często występuje w estuariach, ale może również pojawiać się w niższych partiach rzek. Żyje w warunkach morskich, ale podróżuje do słodkiej wody w celu rozmnażania i tarła.
Kiedy trzymane są jako zwierzęta domowe, ryby te lepiej rozwijają się w słonawej wodzie niż w czystej słodkiej wodzie. Wskazane jest umieszczenie pokrywy na zbiorniku, ponieważ wiadomo, że mają zdolność wyskakiwania ze zbiorników akwariowych.

## Morfologia
Osiąga długość do 0,6 m. Ocenia się, że mureny te mogą żyć do 30 lat. Gatunek charakteryzuje się czarnym ciałem z pomarańczowo-białymi plamkami pokrywającymi długość ciała. Gymnothorax tile, jak każdy inny gatunek mureny, posiada drugi zestaw szczęk, zwanych szczękami gardłowymi, które służą im do połykania zdobyczy. Należy do muren o słabo rozwiniętym narządzie wzroku, a zamiast tego polega na wyostrzonym węchu i wychwytywaniu wibracji w wodzie, aby wykryć ofiarę lub zbliżające się zagrożenie.

## Dieta
Żywi się skorupiakami i małymi rybami. Jest to w większości padlinożerca, który zjada martwe ryby, krewetki i inne tego typu pokarmy. Ze względu na słaby wzrok murena ta nie poluje normalnie, ale ucieknie się do polowania, jeśli nie ma innej opcji.